# Bitva o Rorke's Drift
Bitva o misijní stanici Rorke's Drift proběhla v bezprostřední návaznosti na bitvu u Isandlwany, v níž armáda Zuluů krátce před tím rozdrtila hlavní britské síly v oblasti. Skončila vítězstvím Britů, kteří stanici uhájili a způsobili útočníkům těžké ztráty.
Většinu útočících Zuluů tvořili muži prince Dabulamanziho, kteří byli nespokojení s tím, že během bitvy u Isandlwany hráli roli záloh a neměli tak přímý podíl na vítězství a kořisti, pročež se chtěli zahojit alespoň vydrancováním misijní stanice a likvidací malého oddílu, který ji měl chránit. Britové ovšem v tomto případě situaci nepodcenili a naopak neváhali při přípravě na bitvu porušit některé nanejvýš nerozumné předpisy, jejichž dodržování se podílelo na předchozí porážce – především pak předpisy o zacházení se střelivem. V důsledku toho dokázali udržet koncentrovanou palbu a stálý přísun munice bojujícím vojákům a vyčerpaní Zuluové se nakonec museli s těžkými ztrátami stáhnout.
Někdy se lze setkat s počtem 18 mrtvých na britské straně - to když je započten i jeden ze stovky natalských dobrovolníků, kteří prchli ještě před bitvou a kterého zastřelili při dezerci sami Britové.
Jedenáct obránců bylo po bitvě vyznamenáno Viktoriiným křížem. Bitva byla zvěčněna mnoha malíři, britským filmem Zulu a písní skupiny Sabaton.